# فلوریان فریکه
فلوریان فریکه (آلمانی: Florian Fricke; ۲۳ فوریهٔ ۱۹۴۴ – ۲۹ دسامبر ۲۰۰۱) موسیقی‌دان اهل آلمان و از پایه‌گذاران گروه موسیقی راک آلمانی پوپول ووه بود.
او کارش را در موسیقی الکترونیک با سینث‌سایزر موگ آغاز کرد و در تهیه موسیقی چندین فیلمِ ورنر هرتسوگ مشارکت داشت.